# Antu (India)
Antu is een nagar panchayat (plaats) in het district Pratapgarh van de Indiase staat Uttar Pradesh.

## Demografie
Volgens de Indiase volkstelling van 2001 wonen er 7.740 mensen in Antu, waarvan 52% mannelijk en 48% vrouwelijk is. De plaats heeft een alfabetiseringsgraad van 59%.